# Pulchrana similis
Pulchrana similis es una especie de anfibio anuro de la familia Ranidae.

## Distribución geográfica
Esta especie es endémica de Filipinas. Se encuentra en las islas de Luzón, Polillo, Catanduanes y Marinduque.

## Publicación original
- Günther, 1873 : Notes on some reptiles and batrachians obtained by Dr. Adolf Bernhard Meyer in Celebes and the Philippine Islands. Proceedings of the Zoological Society of London, vol. 1873, p. 165-172[6]